# Bolian
Bolian is een fictief ras uit het Star Trek-universum.

## Geschiedenis en gebruiken
Bolians zijn afkomstig van de planeet Bolarus IX, een lidplaneet van de Verenigde Federatie van Planeten in de buurt van de grens met het Cardassiaanse rijk. Ze leefden vaak op gespannen voet met de Moropa, maar in 2366 werd er een vredesverdrag met hen gesloten. Enkele jaren later werd Bolarus IX lid van de Federatie. Het Boliaanse schrift bestaat niet uit losse lettertekens, maar uit een combinatie van rechte en gebogen, klauwachtige lijnen.
Bolians hebben een haarloze, lichtblauwe huid. Ze hebben een opvallende ribbel vanuit hun kin recht door hun gezicht omhoog over hun hoofd lopen. Het bloed van de Bolians heeft een blauwe kleur. Een Boliaans huwelijk heeft vaak meer dan twee partners en men gelooft dat een geboorte in de buurt van een Warpkern het kind een voorspoedig leven zal brengen.

## Bekende Bolians
- Hars Adislo, een Starfleet officier (lt. commander) en wetenschapper.
- Lysia Arlin, verkoopster in het Jumja snoepwinkeltje op ruimtestation Deep Space 9.
- Boq'ta, een Starfleet ingenieur, die in 2373 op ruimtestation Deep Space 9 werd vermoord door een Cardassiaanse soldaat.
- Chell, Maquis-rebellenstrijder die samen met zijn commandant Chakotay en andere Maquisstrijders door de Caretaker naar het Delta-Kwadrant werd getransporteerd. Nadat hun schip was vernietigd werden Chell en de andere Maquis opgenomen in de bemanning van de USS Voyager NCC-74656.
- Mitena Haro, een Starfleet Academie-cadet, die samen met kapitein Jean-Luc Picard, Mizariaan Kova Tholl en de Chalnoth Esoqq werd ontvoerd door onbekende buitenaardse wezens. Ze bleek uiteindelijk geen echte Boliaanse te zijn, maar een van de ontvoerders, die haar identiteit had aangenomen.
- Mot, de kapper aan boord van de USS Enterprise NCC-1701D. Deze babbelzieke Boliaan adviseerde de officieren over allerlei diplomatieke en tactische onderwerpen, of ze er nu van gediend waren of niet.
- Rixx, kapitein van de USS Thomas Paine NCC-65530. Samen met collega-kapiteins Walker Keel en Tryla Scott kwam kapitein Rixx naar een geheime ontmoetingsplaats op Dytallix B om kapitein Jean-Luc Picard te waarschuwen voor een buitenaardse infiltratie bij Starfleet Command.
- Vadosia, een Boliaanse diplomaat die in 2369 ruimtestation Deep Space 9 bezocht, om het Bajoraanse wormgat te onderzoeken.